# Carmenta flaschkai
Carmenta flaschkai is een vlinder uit de familie wespvlinders (Sesiidae), onderfamilie Sesiinae.
Carmenta flaschkai is voor het eerst wetenschappelijk beschreven door Eichlin in 1993. De soort komt voor in het Nearctisch gebied.